# Catherine Coury (bailarina)
Catherine Coury (Detroit, Estados Unidos) es una bailarina, asistente creativa y directora artística estadounidense. Reconocida por su trabajo en el ámbito de la danza contemporánea, es cofundadora y codirectora de la compañía española Marcat Dance y Festival Vildanza.

## Formación
Nacida en Detroit, Catherine Coury se formó en danza en la Universidad de Michigan, donde obtuvo una licenciatura en Bellas Artes. Tras completar sus estudios, se trasladó a Nueva York, donde trabajó con coreógrafos y compañías de danza contemporánea reconocidas. Durante este período se certificó como profesora de Gaga, el lenguaje de movimiento desarrollado por Ohad Naharin, y como practicante del método Ilan Lev, una técnica terapéutica enfocada en el cuerpo. 

## Trayectoria
En 2016 Coury fundó junto a Mario Bermúdez la compañía Marcat Dance, con sede en Vilches, Jaén, España. La compañía se centra en la creación y enseñanza de danza contemporánea y ha sido presentada en varios festivales internacionales. Coury desempeña un papel fundamental como codirectora y asistente creativa en las producciones de la compañía, además de participar como bailarina principal en varias de sus obras.  

## Creaciones
Catherine Coury ha formado parte de varias producciones destacadas de Marcat Dance, incluyendo:
- ‘Duet Alanda’ (2017): Una pieza íntima que explora movimientos rituales y conexiones entre caminos vitales del pasado y el presente.
- ‘Solo Roza’ (2017): Un solo que investiga la fragilidad y el poder del cuerpo en movimiento, utilizando contrastes entre velocidad y quietud.
- ‘Alanda’ (2017): Inspirada en la fluidez y los ciclos de la naturaleza, esta obra desarrolla una estructura coreográfica que refleja la armonía en el cambio constante.
- ‘Codara’ (2019): Una pieza grupal que experimenta con la sincronización, los impulsos y la interdependencia del cuerpo en el espacio compartido.
- ‘Azahar’ (2019): Inspirada en la flor del naranjo, esta coreografía evoca la transformación y la renovación a través de un lenguaje físico poético.
- ‘Inside Kid’ (2019): Explora la infancia desde una perspectiva introspectiva, capturando la inocencia, la imaginación y la lucha entre la curiosidad y el miedo.
- ‘Garip’ (2018): Un trío dinámico y virtuoso que utiliza volúmenes y sombras para crear una atmósfera tribal y enigmática.
- ‘Azzurro’ (2018): Inspirada en la música de Vivaldi, esta producción reinterpreta el pasado a través de un lenguaje de danza contemporánea.
- ‘Anhelo’ (2021): Una obra introspectiva que profundiza en los deseos, sueños y aspiraciones humanas.
- ‘El Bosque’ (2022): Invita al espectador a adentrarse en un universo lleno de dualidades entre la luz y la oscuridad, inspirado en los paisajes naturales y lo desconocido.
- ‘AVERNO’ (2024): Basada en El Infierno de Dante, esta obra explora un viaje transformador hacia la introspección y la reconquista interior.
- ‘Afines’ (2024):[2] Una celebración de la conexión humana, donde los cuerpos comparten un espacio común cargado de simbolismo y emotividad.

## Premios y reconocimientos
Catherine Coury ha recibido diversas distinciones por su labor como intérprete y creadora:
- Premio Paul Boylan de la Universidad de Michigan,[3] Ann Arbor EEUU (2024).
- Premio a la Mejor Bailarina[4] en los Premios Escenarios de Sevilla por 'Averno' (2023).
- Premio a la Mejor  Bailarina en los Premios Lorca por 'El Bosque' (2023).
- Finalista al Premio a la Mejor Intérprete Femenina de Danza en la II edición de los Premios Talía (2024).
- Finalista al Premio a la Mejor Intérprete Femenina de Danza en la I edición de los Premios Talía (2023).
- Finalista al Premio a la Mejor Intérprete Femenina de Danza en la XXVI edición de los Premios Max (2023).
- Finalista al Premio a la Mejor Intérprete Femenina de Danza en la XXIII edición de los Premios Max (2020).
- Premio a la Mejor Bailarina en los Premios PAD[5] de Sevilla por 'Duet Alanda' (2020).
- Premio Mejor Bailarina en el Certamen Coreográfico del Distrito de Tetuán[6] por 'Garip' (2019).